# Boulgou
Boulgou is een van de 45 provincies van Burkina Faso. De hoofdstad is Tenkodogo.

## Geografie
Boulgou heeft een oppervlakte van 6.692 km² en ligt in de regio Centre-Est. De provincie grenst in het zuiden aan Ghana.
De provincie is onderverdeeld in 13 departementen: Bagre, Bane, Beguedo, Bissiga, Bittou, Boussouma, Garango, Komtoega, Niaogo, Tenkodogo, Zabre, Zoaga en Zonse.

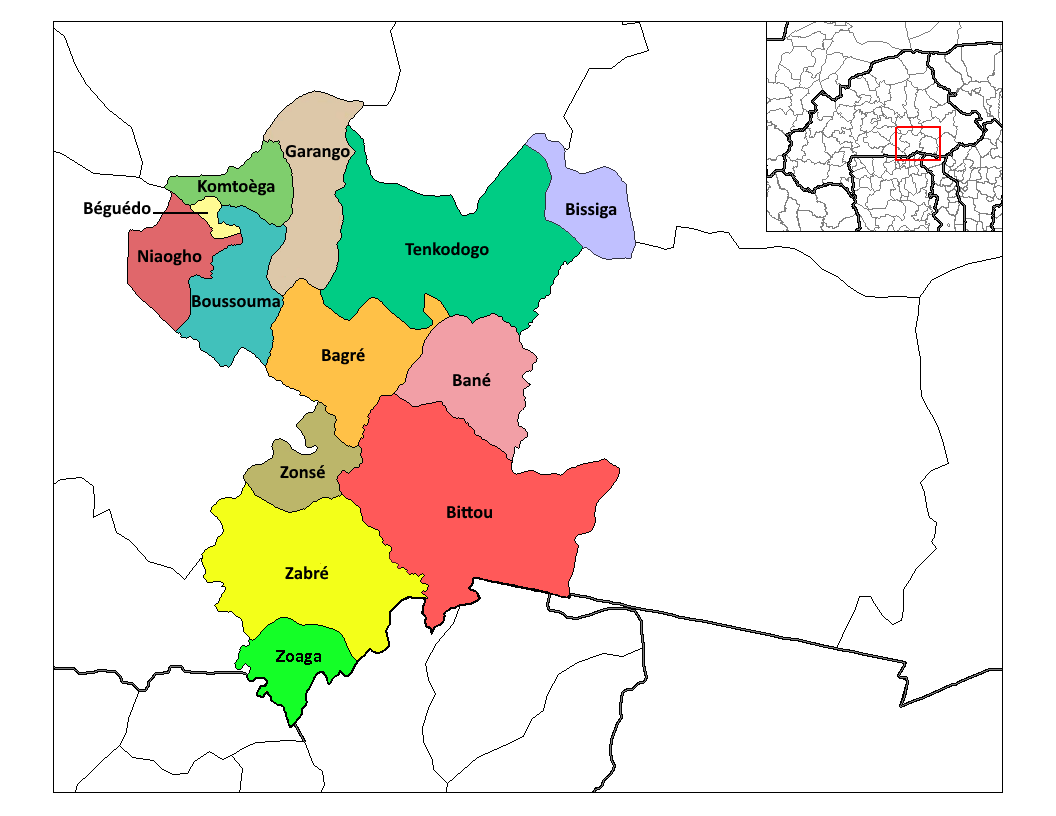
Departementen van Boulgou

## Bevolking
In 1996 leefden er 415.583 mensen in de provincie. In 2019 waren dat er naar schatting 737.000.
Balé · Bam · Banwa · Bazéga · Bougouriba · Boulgou · Boulkiemdé · Comoé · Ganzourgou · Gnagna · Gourma · Houet · Ioba · Kadiogo · Kénédougou · Komondjari · Kompienga · Kossi · Koulpélogo · Kouritenga · Kourwéogo · Léraba · Loroum · Mouhoun · Nahouri · Namentenga · Nayala · Noumbiel · Oubritenga · Oudalan · Passoré · Poni · Sanguié · Sanmatenga · Séno · Sissili · Soum · Sourou · Tapoa · Tuy · Yagha · Yatenga · Ziro · Zondoma · Zoundwéogo